# Ngaoundéré

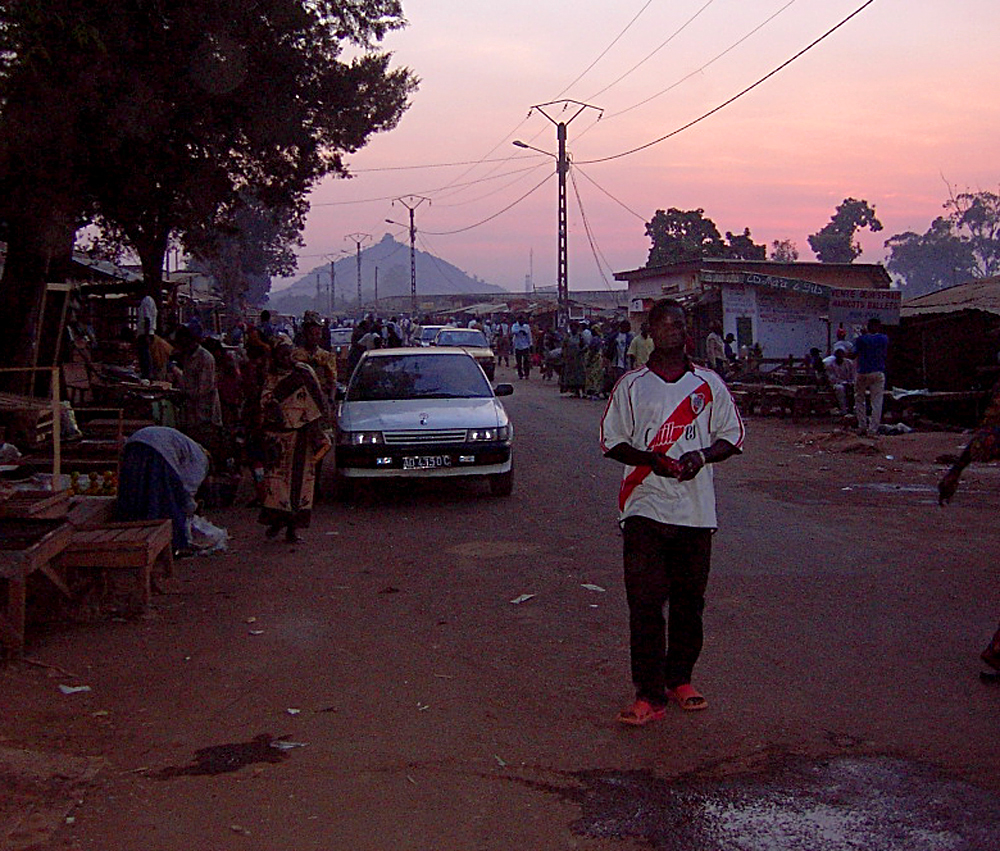
Ngaoundéré

Ngaoundéré lub N'Gaoundéré – miasto w Kamerunie, stolica Regionu Adamawa i departamentu Vina. Liczy około 190 tys. mieszkańców.
Przez miasto przebiega linia kolejowa i Droga Krajowa nr 15. W mieście znajduje się lokalne lotnisko. Ngaoundéré odgrywa ważną rolę jako ośrodek logistyczny w transporcie towarów między Czadem i Republiką Środkowoafrykańską a kameruńskimi portami.
W Ngaoundéré mieści się uniwersytet. Z budynków można wyróżnić Pałac Lamido i Wielki Meczet Lamido.